# Notozomus curiosus
Notozomus curiosus är en spindeldjursart som beskrevs av Harvey 2000. Notozomus curiosus ingår i släktet Notozomus och familjen Hubbardiidae. Inga underarter finns listade i Catalogue of Life.